# Quadricoccus
Quadricoccus, rod zelenih algi u porodici Oocystaceae. Sastoji se od pet priznatih vrsta

## Vrste
1. Quadricoccus ellipticus Hortobágyi
2. Quadricoccus euryhalinicus Kuylenstierna
3. Quadricoccus laevis Fott
4. Quadricoccus ovalis Hindák
5. Quadricoccus verrucosus Fott, tipična